# Herb Żor
Herb Żor – jeden z symboli miasta Żory w postaci herbu.

## Wygląd i symbolika
Herb przedstawia tarczę dwudzielną w słup. W heraldycznie prawej części na błękitnym tle znajduje się złoty półorzeł Piastów Górnośląskich skierowany w prawo, a w części lewej na czerwonym tle umieszczony jest miecz ze złotą głowicą, trzonem i jelcem, skierowany srebrnym ostrzem w dół.

## Historia

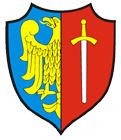
Herb używany
do 2005 roku

Zgodnie z Uchwałą Nr 486/XLII/05 Rady Miasta Żory z 22 grudnia 2005 w sprawie insygniów miejskich, wcześniejszy wzór godła został wycofany, a jego używanie zostało warunkowo dopuszczone tylko do końca 2005 roku. Reforma nastąpiła na skutek protestów środowisk zajmujących się heraldyką, spowodowanych niezgodnością poprzedniego wzoru z zasadami sztuki. Nowo przyjęty wzór różni się kształtem tarczy, wizerunkiem orła i kształtem miecza.